# Тарим
41°05′ пн. ш. 86°40′ сх. д. / 41.083° пн. ш. 86.667° сх. д.
Тарим(кит.: 塔里木河; піньінь: Tǎlǐmù Hé) — головна річка Сіньцзяну, Китай.
У давнину китайці вважали Тарим верхньою течією Хуанхе (Жовтої ріки). Але вже за часів Династії Хань китайцям було відомо, що Тарим впадає в озеро Лобнор. Її повна довжина — 2030 км.
Тарим — найдовша річка внутрішнього стоку в Китаї, з щорічним стоком у 4—6 млрд м³. Її долина є домівкою для 10 млн китайців, уйгурів і монгол. Її ім'я надало назву Таримському басейну.
Утворюється від злиття річок Аксу, Яркенд і Хотан. Найбільш багатоводна складаюча р. Аксу (70—80 % загального стоку Тариму), річки Яркенд і Хотан в окремі роки пересихають. Музат — головна притока. За головну складову Тариму зазвичай приймають р. Яркенд (у верхній течії — Раськем-Дар'я), що бере початок в горах Каракоруму.
Тече західною й північною околицями Кашгарської рівнини, огинаючи з півночі пустелю Такла-Макан. На цій ділянці відбувається розсіювання стоку. В окремі роки води Тариму досягають солончаку на схід від озера Карабуранкьоль. У середній і нижній течії Тарим розбивається на численні протоки, утворюючи безладний лабіринт єриків і невеликих озер, розташованих у смузі шириною до 80 км, де головне річище часто змінює своє положення. На ділянці нижньої течії Тарим зближується з річкою Кончедар'я, з якою його сполучають протоки з періодичним стоком. У роки, коли основна маса вод Тариму спрямовується в річище Кончедар'ї, відбувається наповнення озера Лобнор (у роки зі зворотною течією наповнюється озеро Карабуранкель, а Лобнор значно скорочується в розмірах або висихає).
У минулому в Тарим впадали річки Кашгар, Тізнаф, Керія, води яких нині повністю розбираються на зрошування або втрачаються в пісках. Живлення снігово-дощове, у верхів'ях також льодовикове; повінь з травня по вересень.
Об'єм річного стоку після виходу з гір близько 29 км³; у низов'ях — від 4 до 8 км³. Взимку замерзає.
Багатий рибою (марінка, осман, голець).
Води річок Таримського басейну широко використовуються на зрошування (особливо в Яркендській, Кашгарській, Аксуйській оазах).